# Dicranophragma (Dicranophragma) upsilon
Dicranophragma (Dicranophragma) upsilon is een tweevleugelige uit de familie steltmuggen (Limoniidae). De soort komt voor in het Palearctisch gebied.